# Ayrum
Ayrum (armensk:Այրում) er en by i provinsen Tavush i Armenien. Navnet på byen hentyder til at der tidligere var Ayrums i området.